# 5. državni zbor Republike Slovenije
Peto mandatno obdobje Državnega zbora Republike Slovenije se je začelo po državnozborskih volitev 2008, ki so potekale 21. septembra 2008. 21. oktobra 2011 je predsednik Republike Slovenije Danilo Türk razpustil državni zbor; medtem ko se je mandat 5. državnega zbora končal s potrditvijo 6. državnega zbora 21. decembra 2011.

## Zgodovina

### Vzpostavljanje
Predsednik Republike Slovenije Danilo Türk je 2. oktobra 2008 sprejel s strani Državne volilne komisije uradne volilne rezultate  in konstitutivno sejo sklical za 15. oktober. Do imenovanja predsednika državnega zbora je državni zbor vodil najstarejši poslanec sklica in sicer mag. Vasja Klavora.
7. oktobra so se začasni predsedniki poslanskih skupin dogovorili o sedežnem redu in da bo mesto predsednika državnega zbora pripadlo Zaresu. Na mesto predsednika DZ je bil na konstitutivni seji 15. oktobra 2008 izvoljen dr. Pavel Gantar.
Novembra 2008 je bil podpisan koalicijski sporazum med:
- SD - 29 poslancev,
- ZARES  - nova politika - 9 poslancev,
- DeSUS - 7 poslancev in
- LDS - 5 poslancev.

Koalicijo je tako na začetku mandata sestavljalo 50 poslank in poslancev.
V opoziciji so bile naslednje stranke: 
- SDS - 28 poslancev,
- SLS - 5 poslancev in
- SNS - 5 poslancev.

### Nov predsednik
29. avgusta 2011 sta LDS in SD predlagali Ljuba Germiča za predsednika državnega zbora, da bi nadomestil Pavla Gantarja, ki je nato odstopil 31. avgusta istega leta; slednji je svoj dostop napovedal že 11. julija. 2. septembra istega leta je bil Germič izvoljen z 57 glasovi za in 24 proti za predsednik državnega zbora.

### Razpustitev
28. septembra 2011 je predsednik Republike Slovenije Danilo Türk napovedal, da bo 21. oktobra istega leta razpustil državni zbor, potem ko je slednji izglasoval nezaupnico Pahorjevi vladi in ni predlagal novega mandatarja. S tem je 5. državni zbor postal prvi državni zbor v zgodovini samostojne Slovenije, ki je predčasno končal svoj mandat.
Türk je 21. oktobra takoj po polnoči tudi dejansko razpustil državni zbor; slednji je do konstituiranja novega državnega zbora na podlagi volilnih rezultatov opravljal le še nujne zadeve (in le še takrat, ko se bosta s tem strinjali dve tretjini vseh poslancev).

## Vodstvo
Predsednik Državnega zbora
- Dr. Pavel Gantar (15. oktober 2008 - 1. september 2011[13])
- Ljubo Germič (2. september 2011[8] - 21. december 2011)

Podpredsedniki Državnega zbora
- France Cukjati (15. oktober 2008 - 21. december 2011)
- Mag. Vasja Klavora (15. oktober 2008 - 21. december 2011)
- Miran Potrč (15. oktober 2008 - 21. december 2011)

Generalni sekretar Državnega zbora
- Mojca Prelesnik

## Politične stranke
| Stranka | Stranka  | Stranka                                            | Predsednik                                        | Sedeži  |
| ------- | -------- | -------------------------------------------------- | ------------------------------------------------- | ------- |
|         | SD       | Socialni demokrati                                 | Borut Pahor predsednik vlade                      | 29 / 90 |
|         | SDS      | Slovenska demokratska stranka                      | Janez Janša poslanec, nekdanji predsednik vlade   | 28 / 90 |
|         | Z        | Zares                                              | Gregor Golobič minister                           | 9 / 90  |
|         | DeSUS    | Demokratična stranka upokojencev Slovenije         | Karl Erjavec minister                             | 7 / 90  |
|         | SNS      | Slovenska nacionalna stranka                       | Zmago Jelinčič Plemeniti poslanec                 | 5 / 90  |
|         | SLS+SMS  | Slovenska ljudska stranka Stranka mladih Slovenije | Bojan Šrot Župan Mestne občine Celje Darko Krajnc | 5 / 90  |
|         | LDS      | Liberalna demokracija Slovenije                    | Katarina Kresal ministrica                        | 5 / 90  |
|         | Manjšini | Manjšini                                           | Manjšini                                          | 2 / 90  |

## Poslanci
Socialni demokrati so prejeli 29 mandatov, Slovenska demokratska stranka 28, Zares 9, Demokratična stranka upokojencev Slovenije 7 ter Slovenska nacionalna stranka, Slovenska ljudska stranka + Stranka mladih Slovenije in Liberalna demokracija Slovenije vsaka po 5. V Državnem zboru sta bila tudi predstavnika - poslanca italijanske in madžarske narodne skupnosti.
Tekom mandata pa so iz poslanskih skupin izstopili naslednji poslanci: 
- Franc Pukšič (24. novembra 2008 iz SDS in bil sprva samostojni poslanec[14]; septembra 2009 se je pridružil PS SLS[15]),
- Andrej Magajna (27. oktobra 2010 iz SD k nepovezanim poslancem)[16].
- Franc Žnidaršič (1. decembra 2010 iz DeSUSa k nepovezanim poslancem)[17],
- Vili Rezman (decembra 2010 iz DeSUSa k nepovezanim poslancem)[18],
- Lojze Posedel (5. julija 2011 iz Zaresa k nepovezanim poslancem)[19] in
- Vili Trofenik (5. julija 2011 iz Zaresa k nepovezanim poslancem)[19].

### Poslanske skupine
- Poslanska skupina Socialnih demokratov
- Poslanska skupina Slovenske demokratske stranke
- Poslanska skupina ZARES - nova politika
- Poslanska skupina Demokratične stranke upokojencev Slovenije
- Poslanska skupina Slovenske nacionalne stranke
- Poslanska skupina Slovenske ljudske stranke
- Poslanska skupina Poslanski klub Liberalne demokracije Slovenije
- Poslanska skupina italijanske in madžarske narodne skupnosti
- Poslanska skupina nepovezanih poslancev (ustanovljena 8. novembra 2010[20])